# Stajęczyny
Stajęczyny – wieś w Polsce położona w województwie kujawsko-pomorskim, w powiecie toruńskim, w gminie Czernikowo.
W latach 1975–1998 miejscowość administracyjnie należała do województwa włocławskiego.